# Думитрана (Илфов)
Думитрана (рум. Dumitrana) насеље је у Румунији у округу Илфов у општини Магуреле. Oпштина се налази на надморској висини од 70 m.

## Становништво
Према подацима из 2002. године у насељу је живело 702 становника, од којих су сви румунске националности.